# Entedon procioni
Entedon procioni är en stekelart som beskrevs av Erdös 1944. Entedon procioni ingår i släktet Entedon, och familjen finglanssteklar. Arten är reproducerande i Sverige.